# Tine van Waning
Clementine Elizabeth van Waning (Rotterdam, 10 augustus 1913 − Bilthoven, 27 december 2017) was een Nederlands kunstenares.
Van Waning was een telg uit het geslacht Van Waning en werd geboren als dochter van de Rotterdamse betonfabrikant, bouwondernemer en oprichter van de Hollandsche Zandzuigerij Jacob Isaäc van Waning (1874-1959) en Elizabeth Hendrika Scheffer (1888-1973). Zij volgde een opleiding aan de Academie voor Beeldende Kunsten te Rotterdam. Ze schilderde portretten. Zij trouwde in 1945 met scheepsreder Albert Willem Goudriaan (1912-1982), van wie zij in 1952 scheidde, met wie zij drie kinderen kreeg en met wie zij villa Ypenhof bewoonde die haar schoonvader had laten bouwen.